# 王士倬
王士倬（1905年—1991年），江苏无锡人，中国航空事业先驱。
钱学森是王士倬的学生。

## 履历
1918年，考取清华大学。1925年赴美国麻省理工学院留学。1927年，获航空工程学士学位。1928年，获硕士学位。1931年，受聘到清华大学当教授。1932年，与袁瑾瑜结婚，由梅贻琦证婚。1934年，设计了中国第一个风洞。1936年任職南昌中央航空機械學校教育長。1945年，任貴州大定發動機製造廠第二任廠長。1948年，調航空工业局副局长。1950年，任职于重工业部航空工业局筹备小组。1954年，调到南昌航空工业学校工作。1955年，在肃反运动中以“潜伏特务”罪名被捕，曾被判处死刑，后改判。1956年，被江西省委定为“历史反革命分子”。文革期間，他被罚在太阳底下晒着，跪在毛主席像前，被逼著打自己的臉頰，直到血腫。1975年，被“特赦”。1976年，在北京某医疗仪器厂当电焊工人。1978年十一届三中全会后，老同学、清华的张任教授鼓励他提出申诉，未果。1979年他的同学任之恭先生回国讲学，不得已才同意在宾馆见了一面。一直到1980年，高士其出面帮忙，给胡耀邦去信，胡很快批示：“请中组部调查办理，并将结果告高士其同志。”纠正错误，撤销了“历史反革命”等结论，25年的冤案终于得以平反，時年已经75岁。一代英才失去了报效祖国航空事业的大好机会。1981年，受聘为国务院参事。1988年，妻子袁瑾瑜去世；1990年底继母去世；王士倬1991年去世，享年86岁。国务院参事室仍对他生前为中国航空事业所做出的巨大贡献给予了高度的评价。《人民日报》在第四版刊登消息，尊称他是中国航空工业界的先驱。